# Mesoeuxoa
Mesoeuxoa là một chi bướm đêm thuộc họ Noctuidae.